# Sagopa Kajmer
Юнус Озъявуз (тур. Yunus Özyavuz, род. 17 августа 1978, Самсун, Турция), более известный под сценическим псевдонимом Sagopa Kajmer (Сагопа Кажмер) — турецкий рэпер, продюсер и DJ. Родился в Самсуне 17 августа 1978 года. Окончил школу там же, в Самсуне. Далее начал работать диджеем на местном радио. В дальнейшем отправился в Стамбул для поступления в университет. Окончил Стамбульский Университет, отделение персидского языка и литературы (фарси). В 1999 году создал рэп-группу Kuvvetmira, в которой взял себе псевдоним Silahsız Kuvvet (Безоружная сила). Под этим псевдонимом принял участие на сборном альбоме Yeraltı Operasyonú (Андерграундная Операция). В дальнейшем взял себе псевдоним Sagopa Kajmer и выпустил под этим псевдонимом альбомы On Kurşuń (Десять пуль) и Sagopa Kajmer. В 2004 году вышел в свет альбом Bir Pesimistin Gözyaşları́ (Слезы одного пессимиста). Участвовал в создании саундтрека к турецкому фильму G.O.R.A. В 2005 году состоялся выход альбома Romantizma (Романтизма). 11 августа 2005 года создал собственный звукозаписывающий лейбл Melankolia Müzik. 1 августа 2006 года женился на Эсен Гюлер, более известной под сценическим псевдонимом Kolera (Колера). В 2007 году был выпущен совместный с Колерой альбом İkimizi Anlatan Bir Şey (Кое-что, объясняющее нас двоих). В 2008 году Сагопа Кажмер выпустил соло-альбом Kötü İnsanları Tanıma Senesi (Год, когда узнаются плохие люди). В 2009 году выпустил альбом Şarkı Koleksiyoncusu (Коллекционер песен). В 2010 году увидел свет второй совместный с Колерой альбом Bendeki Seń (Ты, который(ая) у меня). В 2011 году состоялся выход альбома Saydam Odalar (Прозрачные комнаты). В 2013 году вышел Kalp Hastası (Сердечная болезнь). В 2017 году вышел альбом Ahmak Islatan (Моросящий дождь).

## Карьера

### 1978—2002: Первые годы и начало музыкальной карьеры
Юнус Озъявуз родился 17 августа 1978 года в Самсуне. Начальную школу и лицей окончил в Самсуне. Мать слушала негритянскую музыку, отец — итальянскую, и так, по собственному признанию, он познакомился с миром музыки. Музыкальную карьеру начал на своей малой родине, в Самсуне, работая диджеем на местном радио. Тогда он пользовался псевдонимом Dj Rapper M.C. (Dj Rapper Mic Check). В 1997 году прибыл в Стамбул для поступления в университет. Начал учиться в Стамбульском Университете на отделении персидского языка и литературы. Спустя 4 года окончил его.
В 1998 году создал рэп-группу под названием Kuvvetmira. В 1999 году участвовал на сборном альбоме Yeraltı Operasyonu под псевдонимом Silahsız Kuvvet. В том же году выпустил альбом Gerilim 99 (Promo) (Напряжение 99 (Промо)). В 2000 году выпустил свой первый EP Pesimist EP 1 (под псевдонимом Sagopa Kajmer). Тогда же увидел свет совместный с Ceza альбом Toplama Kampı (Концентрационный лагерь). В 2001 году были выпущены альбомы Sözlerim Silahım (Мое оружие — это слово) и On Kurşun. В 2002 году вышли альбомы İhtiyar Heyeti (Совет старейшин) и One Second, в том же году увидели свет первый LP под псевдонимом Sagopa Kajmer, имевший такое же название Sagopa Kajmer, и второй мини-альбом Pesimist EP 2. Также в 2002 году Озъявуз занимался продюсированием альбома рэпера Ceza под названием Med Cezir (Прилив).

### 2003—2009:Bir Pesimistin Gözyaşları,Romantizma,İkimizi Anlatan Bir Şey,Kötü İnsanları Tanıma Senesi
В 2004 году в данном газете Radikal интервью Озъявуз заявил, что оставляет в прошлом псевдоним Silahsız Kuvvet, под которым он занимался творчеством в течение 7 лет, сообщив, что в дальнейшем будет пользоваться псевдонимом Sagopa Kajmer. В 2004 году Озъявуз занимался продюсированием альбома Rapstar рэпера Ceza, и снялся вместе с ним в клипе на песню «Neyim Var Ki» («Что у меня есть») с этого альбома. В июне 2004 года на лейбле Hammer Müzik был выпущен альбом Bir Pesimistin Gözyaşları. На песни «Maskeli Balo» («Маскарад») и «Karikatür Komedya» были сняты клипы. В том же году Юнус Озъявуз продюсировал альбом Huzur N Darem рэпера Dr. Fuchs. Также написал саундтрек к фильму G.O.R.A. режиссера Джема Йылмаза, вместе с которым снялся в клипе на песню «Al 1’de Burdan Yak».
19 августа 2005 года на лейбле İrem Records вышел альбом Romantizma. На песню «Vasiyet» («Завет») был снят клип, который получил награду «За лучший клип 2005 года» на ежегодной музыкальной премии 12. Kral TV Video Müzik Ödülleri канала Kral TV. Также в 2005 году увидел свет мини-альбом Pesimist EP 3. Из-за стремления выпускать свои альбомы на собственном звукозаписывающем лейбле, а также ввиду желания «открыть двери» для молодых талантов, 11 августа 2005 года Сагопа Кажмер совместно с Колерой основал лейбл Melankolia Müzik.
1 января 2006 года Сагопа Кажмер совместно с остальными участниками рэп-группы Kuvvetmira выпустил на лейбле Melankolia Müzik альбом Kafile(Караван), на котором также занимался продюсированием. 19 мая 2006 года вышел мини-альбом Pesimist EP 4 — Kurşun Askeŕ.
26 апреля 2007 года на суд слушателей был представлен совместный альбом Сагопы Кажмера и Колеры под названием İkimizi Anlatan Bir Şey.
В 2008 году вышел соло-альбом Кажмера под названием Kötü İnsanları Tanıma Senesi. На песни «Ben Hüsrana Komşuyum» («Я разочарованья сосед») и «Düşersem Yanarım» («Если упаду — сгорю») были сняты клипы. 6 мая 2008 года вышел совместный с Колерой сингл «Bu Şarkıyı Zevk İçin Yaptık»(«Мы написали эту песню ради веселья»). 27 декабря 2008 года на официальном сайте лейбла Melankolia Müzik был выложен в сеть для скачивания мини-альбом Pesimist EP 5 — Kör Cerrah.
19 февраля 2009 года был выпущен альбом Şarkı Koleksiyoncusu, являющийся компиляцией из песен, присутствовавших на предыдущих EP. 1 апреля того же года вышел сингл «Beslenme Çantam», на котором Сагопа Кажмер и Колера выступили дуэтом. 18 июля 2009 года вышел сингл «Hain», («Предатель») также в дуэте в Колерой.

### 2010-наши дни:Bendeki Sen,Saydam Odalar,Kalp Hastası, Ahmak Islatan
В 2010 году увидел свет второй дуэт-альбом с Колерой, которая на тот момент являлась женой Сагопы Кажмера, под названием Bendeki Sen (Ты, который(ая) у меня). На песни «Bir Dizi İz» («Вереница следов») и «Merhametine Dön» («Прояви милосердие») были сняты клипы. Bendeki Sen был номинирован на звание «Альбом года» на ежегодном музыкальном конкурсе TRT Müzik Ödülleri канала TRT Müzik, в котором победитель определяется народным голосованием. Кроме того, в 2010 году был выпущен сборный альбом Yeraltı Kafilesí (Андерграундный караван), на котором Озъявуз занимался продюсированием. 4 февраля 2010 года увидел свет сингл «Ardından Bakarım» («Гляжу вслед за тобой»).
В 2011 году вышел альбом Saydam Odalar. На песнях «Kaç Kaçabilirsen» («Сбеги, если сможешь») и «Bu İşlerden Elini Çek» («Держись подальше от этих дел») Сагопа Кажмер выступил в дуэте с Колерой; на песню «Kaç Kaçabilirsen» был снят любительский видеоклип.
В 2012 году в сеть были выложены песни «Istakoz» («Омар») и «40».
На официальной странице в Twitter было объявлено, что следующий студийный альбом будет выпущен в 2013 году. В марте, апреле и мае 2013 года Сагопа Кажмер провел турне при поддержке собственного оркестра Pesimist Orkestra, в ходе которого были даны концерты в 15 городах. 8 июля 2013 года в продажу поступил альбом Kalp Hastası, на котором в дуэте с Колерой была исполнена песня «İster İstemez» («Волей-неволей»). За день до выхода альбома в сеть была выложена песня «Düşünmek İçin Vaktin Var» («У тебя есть время подумать»), на которую был снят клип. Через две недели после выхода альбома был выпущен клип на песню «Uzun Yollara Devam» («Дальний путь продолжается») в качестве продолжения клипа «Düşünmek İçin Vaktin Var».
В начале 2014 года было объявлено о выходе EP под названием Pesimist EP 6, который увидел свет 20 марта 2014 года. 6 мая 2014 года для бесплатного скачивания была выложена песня «Abrakadabra», написанная при участии диджея Birol Giray (BeeGee). Также Сагопа Кажмер написал скрэтчинги для песни Джема Адриана «Artık Bitti» («Все кончено») и исполнил на ней партии бэк-вокала.
В начале 2015 года Сагопа Кажмер выложил на YouTube биты выпущенных ранее альбомов и биты периода 1998—2001 гг. под названием Underground Years. 17 июня 2015 года через YouTube была выложена в сеть песня «Bilmiyorum» («Не знаю»). 12 ноября 2015 года была выпущена вторая песня при участии Birol Giray под названием «Naber» («Как дела»), на которую был снят клип.
В марте 2016 года на официальном сайте было объявлено о предстоящем выходе совместного с DJ Tarkan трека «Tecrübe» («Опыт»). 31 декабря на YouTube-канале Koleraflow был опубликован клип «366.Gün» («366-й день»).
В 2017 году через официальный канал в YouTube была опубликована песня «Ne Kaybederdin» («Что бы ты потерял»). 29 апреля там же выложен клип на песню «Sertlik Kanında Var Hayatın» («Жестокость у жизни в крови»). 23 августа Сагопа Кажмер на своей официальной странице в Twitter объявил о выходе нового альбома. Альбом Ahmak Islatan увидел свет 1 сентября 2017 года. 31 декабря 2017 года на официальном канале в YouTube была выложена песня «Sorun Var» («Есть проблема»).
17 мая 2018 года на официальном канале в YouTube была опубликована песня «Sessiz Ve Yalnız» («Молчаливый и одинокий») — саундтрек к турецкому телесериалу «Avlu». 29 мая 2018 года был выпущен клип на ремикшированную версию песни «Sorun Var». 14 июня 2018 года в Youtube опубликована не вошедшая в саундтрек к сериалу «Avlu» песня «Affetmem» («Не прощу») с сэмплами из песни исполнительницы Bergen. 18 июня на официальном канале Youtube была выложена песня «Serbest» («Свободный»).

## Творчество

### Музыкальный стиль
Сагопа Кажмер — рэп-музыкант. В начале своей карьеры, выступая под псевдонимом Silahsız Kuvvet, использовал в своих песнях анатолийские мелодии. Также на раннем этапе использовал нецензурную лексику, например как на альбоме Sagopa Kajmer, но в дальнейшем от этого отказался. Кроме того, с целью не быть узнанным, пел на этом альбоме измененным голосом. Его вокал был охарактеризован как присущий турецкой арабеске (разновидность турецкой народной музыки).
На альбоме Bir Pesimistin Gözyaşları́ в начале и в концовке некоторых песен использовал скиты, взятые из таких фильмов, как Тонкая красная линия, Лицо со шрамом, Список Шиндлера, Форрест Гамп, Танцующая в темноте, Общество мертвых поэтов, Yüzyılın Fırtınası, Mr. Holland’s Opus. Некоторые треки целиком представляют из себя скиты. На альбоме Romantizma превалирует тема любви. На этом альбоме также присутствуют скиты, взятые из нескольких фильмов.
На альбомах Сагопы Кажмера широко используется скретчинг. Также в различных его песнях и клипах присутствуют элементы на тему Ближнего Востока.

### Влияние
Причиной обращения Озъявуза к рэпу стало влияние музыки группы Run-DMC. В интервью, данном газете Pembe Gazete, он сообщил следующее:
«Когда я был маленьким, я представлял себя Джем-Мастер Джеем из Run-DMC. LL Cool J и Fat Boys также были важны для меня. Я получал вдохновение от них». Также со слов самого Кажмера известно, что на лирическую составляющую его песен повлияли произведения Омара Хаяма, Фирдоуси и Мевлана Джелаладдини Руми. Кроме того, в песне «Gölge Haramileri» («Воры из тени») присутствуют заимствования из стихотворения, приписываемого султану Селиму I, а в песне «Istakoz» есть цитата суфийского поэта Ашика Вейселя.

## Смысл псевдонима Sagopa Kajmer
В интервью каналу TRT Юнус Озъявуз объяснил происхождение псевдонима Sagopa Kajmer таким образом:
«Старая пирамида в Египте..и исследователь по имени Кажмери. Разрешивший загадку… Сагопы Кажмер…Да, это несколько таинственно».
Участвуя в передаче Nasıl Yani, объяснил это так:
«Ученый, занимавшийся исследованием пирамид в Египте…Он наносил карту внутренних коммуникации иероглифами. И он погиб там, его унесло теченьем. Ученые, пришедшие после него, выяснили, что пирамиду под названием Сагопа открыл человек по имени Кажмер. Я читал об этом в статье, когда учился в университете.»
17 ноября 2015 года в программе Burada Laf Çok канала CNN Türk сказал следующее:
«Есть такое дерево в Таиланде под названием Саго. Красивая такая разновидность пальмы. „Кажмер“ означает „ребенок“. Проблемный ребенок…Это родом с Востока…Авеста…Зенд-Авеста, это их книги…Это идет от Ахура-Мазды».

## Личная жизнь
Мать — Серпил Озъявуз, отец — Мехмет Озъявуз, есть родной брат Эмрэ. Юнус Озъявуз является выпускником отделения персидского языка и литературы Стамбульского университета. 1 августа 2006 года женился на рэперше Эсен Гюлер (Колера). 20 ноября 2017 года на официальном аккаунте Сагопы Кажмера в инстаграм было объявлено об окончании длившегося 11 лет брака. В мае 2018 года на вопрос одного из подписчиков в Instagram «Какая у тебя религия?» ответил «отсутствует».

## Награды
В 2005 году на ежегодной музыкальной премии 12. Kral TV Video Müzik Ödülleri канала Kral TV клип на песню «Vasiyet» получил награду «За лучший клип». В 2008 году Сагопа Кажмер был одним из претендентов от Турции на участие в ежегодной церемонии вручения музыкальных наград MTV Europe Music Awards. В 2010 году второй совместный с Колерой альбом Bendeki Sen был номинирован на звание «Альбом года» на ежегодном музыкальном конкурсе TRT Müzik Ödülleri, попав по результатам народного голосования в первую пятерку.

## Критика
Рэпер Фуат Эргин касательно Сагопы Кажмера заявил следующее: "Он не рэп… Джеза — рэп, я — это рэп, да…но он не рэп…а ответвление арабески. " Музыкант и продюсер Эрол Кёсэ назвал музыканта «таинственной звездой». Чагла Гюрсой из газеты Akşam написала: «Сагопа — один из самых выдающихся рэперов Турции. Я очень прониклась и его стилем, и его музыкой.» Юсуф Изель из газеты Sabah опубликовал список слов в алфавитном порядке, которые «объясняют Сагопу Кажмера». Журнал Esquire в статье с заголовком «50 человек, увидев которых, вы становитесь счастливы» написал о Сагопе Кажмере: «Он привнес в турецкую рэп-культуру свежую струю.»

## Дискография
- Yeraltı Operasyonu (1999, альбом-компиляция)
- Gerilim 99 (Promo) (1999)
- Toplama Kampı (2000, первый и последний альбом рэп-группы Asya Sentez, основанной Silahsız Kuvvet и Ceza)
- Sözlerim Silahım (2001)
- İhtiyar Heyeti (2002)

Под псевдонимом Sagopa Kajmer:
Альбомы:
- On Kurşun (2001)
- One Second (2002)
- Sagopa Kajmer (2002)
- Bir Pesimistin Gözyaşları (2004)
- Romantizma (2005)
- Kafile (2006, альбом-компиляция группы Kuvvetmira)
- İkimizi Anlatan Bir Şey (2007, совместно с Kolera)
- Kötü İnsanları Tanıma Senesi (2008)
- Şarkı Koleksiyoncusu (2009, сборник)
- Bendeki Sen (2010, совместно с Kolera)
- Saydam Odalar (2011)
- Kalp Hastası (2013)
- Ahmak Islatan (2017)

EP:
- Pesimist EP 1 (2000)
- Pesimist EP 2 (2002)
- Pesimist EP 3 (2005)
- Disstortion EP (2005, при поддержке Kuvvetmira, альбом диссов на Ceza, Ayben и Sahtiyan)
- Pesimist EP 4 — Kurşun Asker (2006)
- Pesimist EP 5 — Kör Cerrah (2008)
- Saykodelik EP (2009)
- Pesimist EP 6 — Ahmak Islatan (2014)